# Khi del Serpentari
Khi del Serpentari (χ Ophiuchi) és un estel de magnitud aparent +4,42 situada en la constel·lació del Serpentari.
Es troba aproximadament a 626 anys llum del Sistema Solar, pertanyent a l'Associació Scorpius Superior, subgrup de la gran Associació estel·lar d'Scorpius-Centaurus.
Khi del Serpentari és un estel blau de la seqüència principal de tipus espectral B2 Vne amb una temperatura superficial de 20.900 K. Considerant una important quantitat d'energia emesa com a llum ultraviolada, la lluminositat de Khi del Serpentari és 10.000 vegades superior a la del Sol. El seu radi és 8 vegades més gran que el radi solar i la seva velocitat de rotació és d'almenys 115 km/s —aquest és un valor mínim—, cosa comporta un període de rotació inferior a 3,4 dies. Té una edat aproximada de 20 milions d'anys, però en ser un estel massiu (té ~10 vegades més massa que el nostre Sol), està acabant la fusió del seu hidrogen intern, evolucionant cap a la fase de subgegant. La seva massa es troba just per sobre del límit que estableix que els estels molt massius finalitzin la seva vida esclatant com a supernoves.
Khi del Serpentari és una estrella Be —com Tsih (γ Cassiopeiae) o η Centauri— que sofreix pulsacions no radials, és a dir, unes parts de la superfície estel·lar es mouen cap a fora mentre que unes altres ho fan cap a dins. Això provoca una variació de lluentor gairebé imperceptible, de 0,03 magnituds, sent el període principal de 15,6 hores. A més, Khi Ophiuchi és un binari espectroscòpic amb un període orbital de 139 dies. De l'estel acompanyant res es coneix, tret que orbita a una distància mitjana de 1,1 ua de l'estel principal.